# Niccolò Campriani
Niccolò Campriani, född 6 november 1987 i Florens, är en italiensk sportskytt.
Campriani studerade vid West Virginia University.
Campriani blev olympisk guldmedaljör i gevär vid sommarspelen 2012 i London.